# دوگو کوبانو
دوگو کوبانو (به انگلیسی: Dogo Cubano)، نام یکی از نژادهای سگ است که خاستگاه آن به کوبا بازمی‌گردد.